# Janusz Zierkiewicz
Janusz Mieczysław Zierkiewicz (ur. 1 stycznia 1947 w Jarosławiu, zm. 21 maja 2012 we Wrocławiu) – polski prawnik, doktor nauk ekonomicznych.

## Życiorys
Ukończył studia na Wydziale Prawa Uniwersytetu Wrocławskiego, następnie pracował w budownictwie, gdzie zajmował stanowiska kierownicze. W późniejszym czasie kierował oddziałem Banku Ochrony Środowiska we Wrocławiu, równocześnie był wiceprezydentem Konfederacji Pracodawców Polskich i prezesem Zarządu Okręgowego Polskiego Komitetu Pomocy Społecznej. W 1999 obronił pracę doktorską System preferencyjnego kredytowania ochrony środowiska w Polsce (ze szczególnym uwzględnieniem Banku Ochrony Środowiska S. A.) na Akademii Ekonomicznej we Wrocławiu. Od 2008 był rektorem w Międzynarodowej Wyższej Szkoły Logistyki i Transportu we Wrocławiu, wykładał tam etykę i ochronę własności intelektualnej. W 2004 przeszedł przeszczepienie wątroby, swoje doświadczenia zawarł w książce Drugie życie.